# Christian Loidl
Christian Loidl (* 17. September 1957 in Linz; † 16. Dezember 2001 in Wien) war ein österreichischer Schriftsteller und Performer.

## Leben
Der gebürtige Linzer studierte zunächst Germanistik und Psychologie an der Universität Wien. Zu dieser Zeit beschäftigte er sich auch mit fernöstlichen Meditationspraktiken und Philosophien, insbesondere dem tibetischen Buddhismus. Er promovierte 1984 mit einer Arbeit über Doris Mühringer zum Doktor der Philosophie.
Danach verdiente er sich sein Brot als freiberuflicher Schriftsteller und mit journalistischen Beiträgen für Radiosendungen und Feuilletons. Sie erschienen u. a. in der Diagonal, im Spectrum (Wochenendbeilage der Presse) und in Ö1. Zudem veröffentlichten Literaturzeitschriften erste Gedichte von ihm, erste Lesungen vor Publikum fanden statt.
Nachhaltigen Einfluss auf sein Werk übte die Literatur der Beat-Generation mit ihren Protagonisten wie William S. Burroughs, Allen Ginsberg, Jack Kerouac und Anne Waldman aus. Während eines Aufenthalts an der Jack Kerouac School for Disembodied Poetics im US-amerikanischen Boulder in den späten 1980er und frühen 1990er Jahren lernte Loidl einige dieser Schriftsteller kennen. Vor allem der Dichter Harry Smith (1936–2012) begeisterte ihn.
Von Erfahrungen mit der Vermittelbarkeit der Dichtkunst angeregt, hob er 1992 gemeinsam mit anderen Autoren, darunter Christian Ide Hintze, die „Schule für Dichtung“ aus der Taufe. In den nächsten Jahren war Loidl ein gerngesehener Gast auf Lyrikveranstaltungen, beispielsweise 1992 im makedonischen Struga und auf dem Poetischen Frühling Litauen in Vilnius, auf dem MilanoPoesia 1993, dem New Rage Festival Amsterdam 1995, dem Festival de Poesía Medellín 1999, den Austrian Psycho Nites in Berlin 2000, dem Herbstfestival Litauen im selben Jahr und dem Internationalen Poesiefestival in Rosario 2001.
Am 16. Dezember 2001 starb er an den Folgen eines Sturzes aus dem Fenster seiner Wohnung.

## Werk
Schwerpunktmäßig beschäftigte sich Loidl mit dem Schreiben und Vortragen von Lyrik. Er war ein „literarischer Weltreisender“, der an den verschiedensten Orten auftrat, um mit ausdrucksstarken Vorträgen der Öffentlichkeit seine Werke näher zu bringen.
glaub den irrgärtnern

ihre heuchelei und habgier

glaub ihnen

das tote im blick wenn sie

kerker für ideen bauen

(aus „glaub den irrgärtnern“)
Er arbeitete auch mit Musikern wie Marwan Abado, Martina Cizek, Beat Furrer, Bernhard Lang, Otto Lechner und Wolfgang Musil zusammen.
Bücher:
- weiße rede. Gedichte. (edition umbruch, Mödling 1990)
- falsche prophezeiungen. gedichte. (edition selene, Wien 1994)
- Wiener Mysterien. Prosa. Vorwort von Andreas Okopenko. (edition selene, Wien 1995)
- farnblüte. gedichte. (edition selene, Wien 1996)
- pupille. gedichte. (edition selene, Wien 1998)
- icht. (somnambule rasanzen) (edition selene, Wien 1999)
- niemandsspiegel / oglinda nimanui. Gedichte, zweisprachig. Buch & Kassette. (Verlag kriterion, Bukarest o. J.)
- kleinstkompetenzen. erinnerungen aus einer geheimen kindheit. Buch und CD (mit Otto Lechner). (edition selene, Wien 2000)
- schwarzer rotz. gedichte und messerschnitte für h. c. artmann, Jo Kuehn (gem. mit Joseph Kühn). (edition selene, Wien 2002)

Tonträger:
- wir müssen leise sein wie pfirsiche. sprechgedichte. (edition umbruch, Mödling 1990)
- falsche prophezeiungen. CD. (edition selene, Wien 1994)
- bei uns dahoam. zaubersprüche und -lieder. CD. (edition selene, Wien 1998)
- kleinstkompetenzen. erinnerungen aus einer geheimen kindheit. CD (mit Otto Lechner). (edition selene, Wien 2000)

Übersetzungen:
- Hakim Bey, Radio Sermonettes (mit Jack Hauser und David Ender). (edition selene, Wien 1996.)
- Peter Lamborn Wilson, Skandal! Essays zur islamischen Häresie.  (edition selene, Wien 1997)
- William Levy, Unser Freund Otto Mühl. (Werner Pieper’s MedienXperimente, Löhrbach 1998)
- Lidija Simkute, White Shadows / Weiße Schatten. (edition selene, Wien 2000)
- Ruth Weiss, Ein Kreis vollendet sich / Full circle. (edition exil, Wien 2001)